# Archidiecezja Shillong
Archidiecezja Shillong (łac. Archidioecesis Shillongensis)  – archidiecezja metropolitalna Kościoła katolickiego w Indiach.

## Historia
- 13 grudnia 1889 – ustanowienie prefektury apostolskiej Asam (z terytorium diecezji Krishnagar)
- 9 lipca 1934 – ustanowienie diecezji Shillong
- 26 czerwca 1969 – ustanowienie archidiecezji metropolitalnej Guwahati–Shillong
- 22 stycznia 1970 – zmiana nazwy na archidiecezja metropolitalna Shillong-Guwahati
- 30 marca 1992 – zmiana nazwy na archidiecezja metropolitalna Shillong (powstała diecezja Guwahati)

## Prefekci apostolscy
- Otto Hopfenmüller SDS (13 grudnia 1889 - 21 sierpnia 1890)
- Angelus Münzloher SDS (1890 - 1906)
- Christopherus Becker SDS (1906 - 1921)
- Louis Mathias SDB (15 grudnia 1922 - 25 marca 1935)

## Biskupi
- Louis Mathias SDB (15 grudnia 1922 - 25 marca 1935)
- Stefano Ferrando SDB (26 listopada 1935 - 26 czerwca 1969)

## Arcybiskupi
- Hubert D’Rosario SDB (26 czerwca 1969 - 30 sierpnia 1994)
- Tarcisius Resto Phanrang SDB (2 sierpnia 1995 - 5 maja 1999)
- Dominic Jala SDB (22 grudnia 1999 - 10 października 2019)
- Victor Lyngdoh (od 2021)